# Kryptopterus
Kryptopterus ist eine Fischgattung aus der Familie der Echten Welse (Siluridae), die 19 in Südostasien vorkommende Arten umfasst. Diese haben in Indonesien teilweise als Speisefische große Bedeutung, besonders der Indische Glaswels wird auch als Aquarienfisch gehalten.

## Merkmale
Es sind kleine, maximal etwa 25 Zentimeter lange Fische. Die Schnauze ist relativ kurz und das Maul erreicht nicht das Auge. Die Barteln am Oberkiefer sind länger als der Kopf, welcher meist weniger als 20 % der Standardlänge ausmacht. Das Auge ist subkutan. Die Rückenflosse weist ein oder zwei Strahlen auf oder fehlt. Die Brustflossen sind länger als der Kopf. Die Bauchflossen weisen vier bis acht Strahlen auf. Die Schwanzflosse ist gegabelt. Die Zahl der Branchiostegalstrahlen liegt bei 14 oder weniger, die der Wirbel bei 61 oder weniger.

## Systematik
Die Gattung umfasst 20 Arten:
- Kryptopterus baramensis
- Kryptopterus bicirrhis
- Kryptopterus cheveyi
- Kryptopterus cryptopterus
- Kryptopterus dissitus
- Kryptopterus geminus
- Kryptopterus hesperius
- Kryptopterus lais
- Kryptopterus limpok
- Kryptopterus lumholtzi
- Kryptopterus macrocephalus
- Kryptopterus minor
- Kryptopterus mononema
- Kryptopterus moorei
- Kryptopterus palembangensis
- Kryptopterus paraschilbeides
- Kryptopterus piperatus
- Kryptopterus sabanus
- Kryptopterus schilbeides

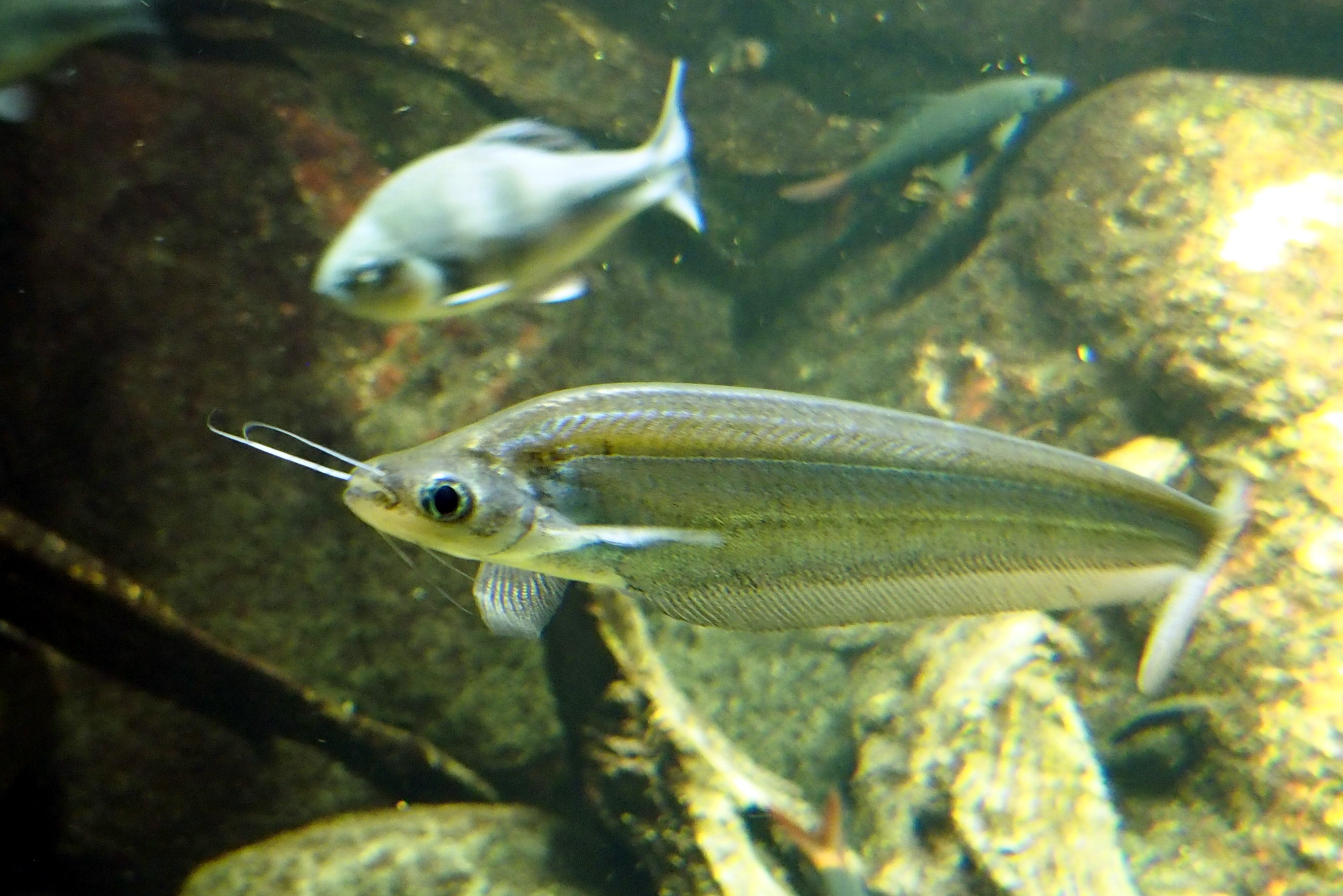
Kryptopterus cryptopterus, die Typusart der Gattung

- Indischer Glaswels (Kryptopterus vitreolus)